# Nganasanen

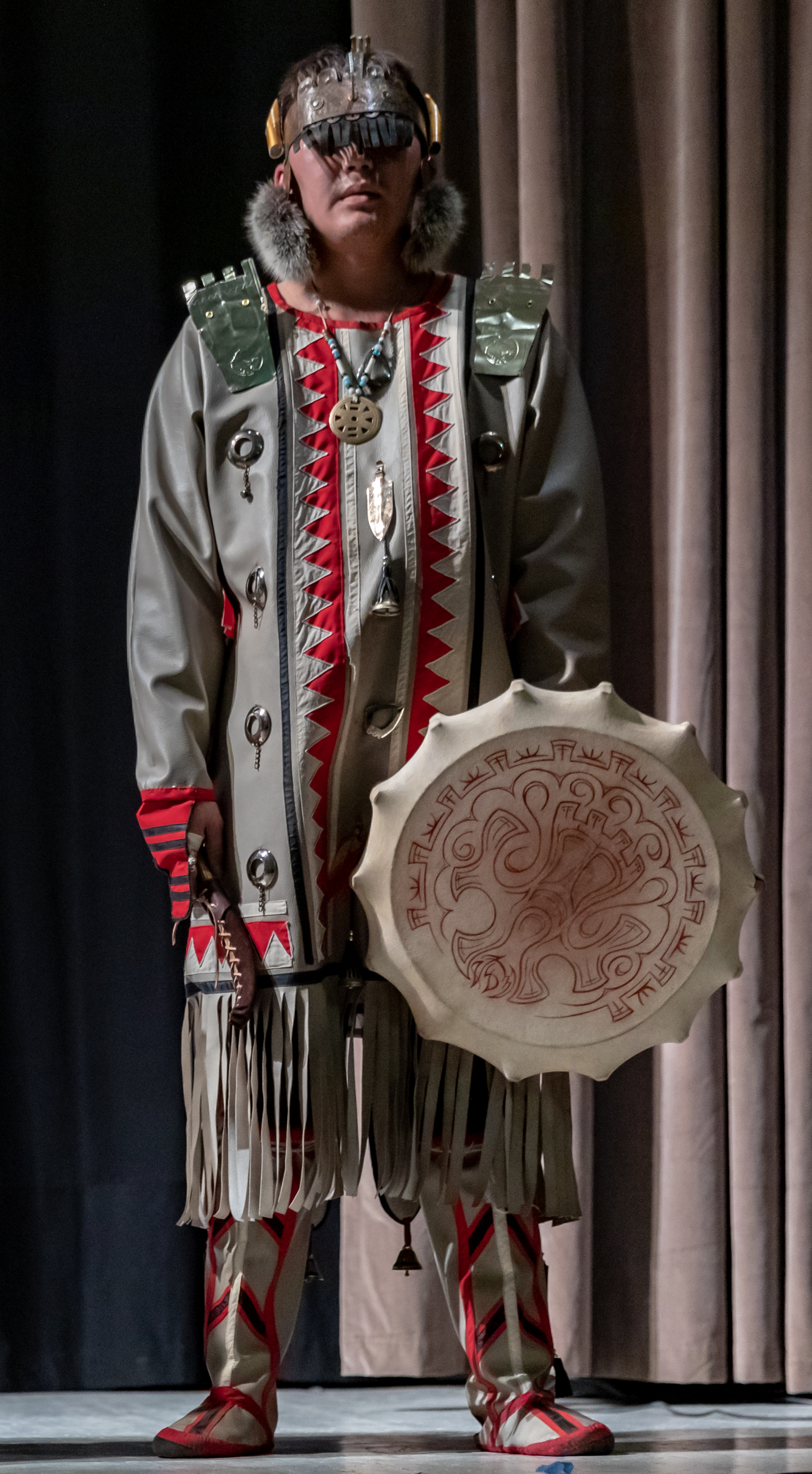
Trommler einer Nganasan-Folkloregruppe

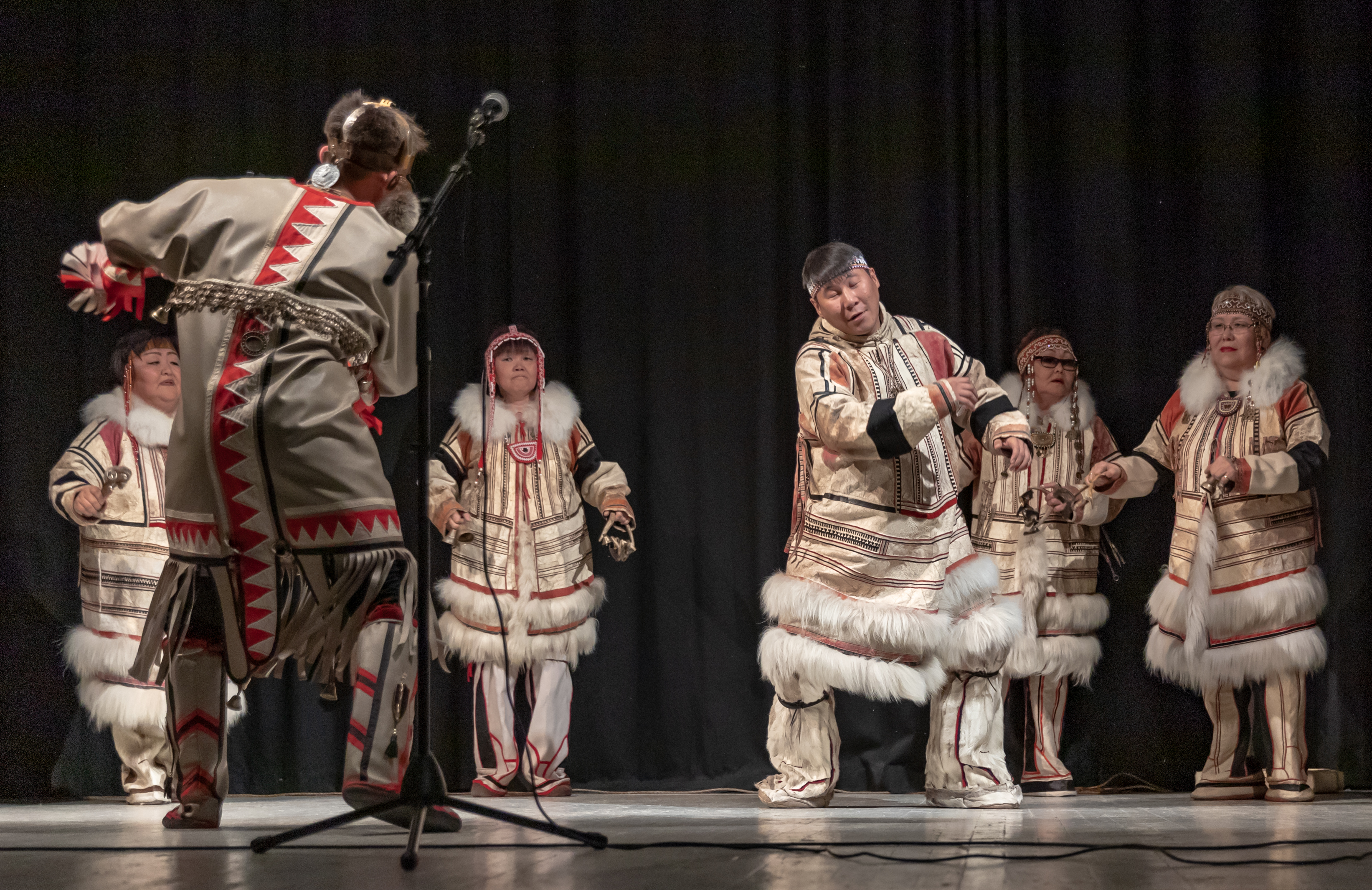
Gruppe „Dentedie“ (Nordlichter)

Die Nganasanen sind das nördlichste Volk Russlands und Eurasiens. Sie leben in der baumlosen Tundra  nördlich des Polarkreises auf dem Gebiet der Taimyrhalbinsel (im nördlichen Teil des Nordsibirischen Tieflandes) in der Region Krasnojarsk (Russland) und verteilen sich heute vorwiegend auf drei Siedlungen.

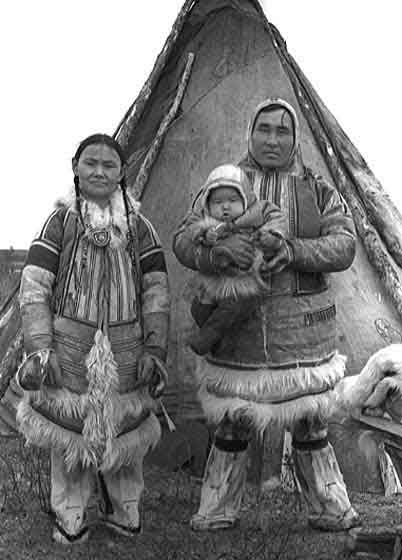
Nganasanen, 1927

Im Russischen Reich waren die Nganasanen unter der Bezeichnung tawgijzy (тавгийцы) bekannt. Das Ethnonym Nganasanen geht auf den russischen Linguisten und Ethnografen G.N. Prokowjew zurück, der es vom nganasanischen Wort nganasa („Mann“, „Mensch“) ableitete. Die Nganasanen selbst verwenden diese Bezeichnung nicht. Männer werden mit dem Wort nja-nganasa bezeichnet, Frauen mit nja-ny und das Volk mit nja-tansa.
Die Nganasanen sind ein samojedisches Volk der Uralfamilie, sie gehören neben Nenzen und Enzen zu den Nordsamojeden. Ihre Sprache, das vom Aussterben bedrohte Nganasanisch, ist eine mit Nenzisch und Enzisch verwandte samojedische Sprache. Die Zahl der Nganasanen tendiert laut der letzten Bevölkerungszählung (2010) zu 900, davon nennen 83 Prozent der Befragten Nganasanisch als ihre Muttersprache. 2022 waren es noch rund 700 Nganasanen.
Die Nganasanen teilen sich in zwei Gruppen: die westliche (awamische Nganasanen mit Zentren in Dudinka und in den Dörfern Ust-Awam, Wolotschanka) und östliche (wadeische Nganasanen mit Zentrum im Dorf Nowaja). Die awamischen Nganasanen sind in fünf, die wadeischen in sieben Stämme unterteilt, obwohl die awamischen Nganasanen eine weitaus größere Gruppe (ca. 80 Prozent) darstellen.

## Herkunft und Verwandtschaft
Bei den Nganasanen handelt es sich nach traditioneller Sicht um samojedisierte Nachfahren von paläosibirischen und tungusischen Stämmen, deren Einheit sich im 17. Jahrhundert herausbildete.
Neuere genetische Studien belegen jedoch, dass es eher umgekehrt war: Demnach sind die Alt-Nganasanen vor den oben genannten Einflüssen als Gründerpopulation der meisten heutigen Sprecher uralischer Sprachen anzusehen. Die Entstehung der genetischen Marker wird auf der Taimyr-Halbinsel lokalisiert und vor 1500 v. Chr. datiert. Dies wird durch Untersuchungen aus dem Jahr 2019 belegt, die zeigen, dass Teile der östlichen fennoskandischen Saami genetische Einflüsse einer Zuwanderung durch die Alt-Nganasanen aufweisen. Diese Komponente tritt erstmals um 1500 v. Chr. auf der Kola-Halbinsel (Bolshoy Oleni Ostrov in der Murmansk Region) auf. Die Studie deutet darauf hin, dass es offenbar noch länger Wechselwirkungen zwischen diesen Nganasanen-Gruppen und der damals auch weiter südlicher lebenden saamischen Population gab. Bei älteren Proben aus Fennoskandinavien fehlen diese Marker vollständig, sodass von einem Gründereffekt in der beginnenden Eisenzeit auszugehen ist. Dies deckt sich auch mit dem Beginn der Rentierwirtschaft. Anteile dieser Nganasanen-Komponente lassen sich auch in der finnischen, karelischen und ostbaltischen Bevölkerung finden.

## Geschichte
Im frühen 17. Jahrhundert begegneten die Nganasanen zum ersten Mal den Russen. Nach ersten Widerständen begannen sie ab 1618 dem Zaren in Form von Zobelpelzen Abgaben zu leisten. Die russischen Eintreiber ließen sich am Zusammenfluss der Flüsse Awam und Dudypta nieder, wo sich die heutige Siedlung Ust'-Awam befindet. Die Wohngebiete der Nganasanen lagen damals deutlich weiter südlich als heute bei Mangaseja in der Taiga.
Die Nganasanen versuchten sich oftmals der Tributzahlung zu entziehen und dementsprechend gespannt war das Verhältnis zu den Besetzern. 1666 kam es dreimal zu Überfällen auf die Russen, bei denen insgesamt 35 Männer ums Leben kamen. Allgemein gab es nur wenige Kontakte mit russischen Kaufleuten; der Handel lief stattdessen häufig über die benachbarten Dolganen. Dabei wurden vor allem Zobelpelze gegen Alkohol, Tabak, Tee und verschiedene Werkzeuge getauscht; Produkte, die schnell ihren Platz in der Nganasanen-Kultur fanden.
Seit dem 17. Jahrhundert wurde das Volk von den Jakuten, Dolganen und Nenzen aus einigen seiner ursprünglichen Lebensräume verdrängt.
Im 18. Jahrhundert wurden die Nganasanen endgültig von den Russen unterworfen. Im Gegensatz zu den meisten anderen sibirischen Völkern konnten sie sich jedoch aufgrund ihrer abgelegenen Wohnorte der Christianisierung und Russifizierung lange Zeit entziehen. Dies verhinderte allerdings nicht die Vermischung christlicher und schamanistischer Vorstellungen.
Wie bei sehr vielen Ureinwohnern der Erde entstand das größte Leid durch den Kontakt mit Europäern durch eingeschleppte Seuchen: In den 1830er Jahren und erneut von 1907 bis 1908 wurden die Nganasanen etwa von Pockenausbrüchen heimgesucht.
In den 1930er Jahren begann der Einfluss der Sowjetregierung durch ein Kollektivierungsprogramm. Es beinhaltete die Enteignung der Familien und die Gründung einer Rentierhalter-Kolchose. Die Maßnahme wurde damit gerechtfertigt, dass angeblich 60 % der Rentiere im Besitz von nur 11 % der Familien gewesen seien, während 66 % der Familien mit 17 % der Tiere auskommen mussten. Tatsächlich waren die Nganasanen jedoch vormals hauptsächlich Jäger, Fischer und Sammler, die vor allem wildlebende Rentiere jagten und nur kleine Bestände domestizierter Rentiere besaßen, die nur für den Transport oder den Verzehr in Notzeiten bestimmt waren. Das Leben in der Kolchose führte zu erheblichen Veränderungen der Traditionen: Die vollnomadische Lebensweise der Jäger wich dem Halbnomadismus der Rentierhaltung. Dieser Wandel wurde von sowjetischen Ethnographen dokumentiert, die sich seit den 1930er Jahren für die Nganasanen interessierten.
In den frühen 1970er Jahren wurden die Nganasanen, Dolganen und Enzen der Region vom Sowjetregime in drei Dörfern sesshaft gemacht und die Kolchosen dieser Ethnien wurden zusammengelegt. Viele Nganasanen gaben anschließend die Arbeit als Rentierhüter auf und verdingten sich als Jäger im staatlichen Jagdunternehmen Gospromchose Taymirsky, die das aufstrebende Industriezentrum Norilsk im Südwesten mit Fleisch versorgte. Bis 1978 kam die gesamte Rentierhaltung zum Erliegen. Stattdessen erreichte der Ertrag an (wieder) wildlebenden Rentieren mit Hilfe moderner Ausrüstung in den 1980er Jahren rund 50.000 Tiere. Während die Nganasan-Männer als Jäger beschäftigt waren, arbeiteten die Frauen etwa als Lehrerinnen oder Näherinnen, die traditionelle Kleidung aus Rentierfellen herstellten. Die Kinder gingen zur Schule, wo sie auf Russisch unterrichtet wurden. Die Russifizierung, die bei den anderen sibirischen Indigenen seit Jahrhunderten stattfand, ergriff nun auch die Nganasanen. Wirtschaftlich führte die sowjetische Planwirtschaft, die die Siedlungen mit angemessenen Löhnen, Maschinen, Konsumgütern und Bildung versorgte, bis Ende der 1980er Jahre zu einem relativ hohen Lebensstandard.
Am Ende des 20. Jahrhunderts haben die Nganasanen ihre traditionelle Lebensweise fast völlig aufgegeben. Dennoch begann in dieser Zeit eine Retraditionalisierung: Das regionale Radio strahlt heute regelmäßig Sendungen in Nganasanisch aus, in der Zeitung werden die Artikel in dieser Sprache gedruckt und seit dem Zusammenbruch der Sowjetunion dient vielen Menschen die wildbeuterische Subsistenzwirtschaft – in den Dörfern verbunden mit einer wieder zunehmenden Isolation – als vorrangige Proteinquelle.

## Glaube und Religion
Ähnlich wie die Nenzen und Dolganen sind die Nganasanen heute offiziell russisch-orthodox, verknüpft mit einer starken christlich geprägten Spiritualität. Dabei sind
schamanistische Praktiken aus der ursprünglichen ethnischen Religion immer noch weit verbreitet. Nganasan-Schamanen waren bis in die 1970er Jahre aktiv. Die letzten Schamanen sind jedoch heute verstorben und haben keine Nachfolger hinterlassen. So ist das Wissen um die alten Rituale nur noch sehr eingeschränkt vorhanden. Lediglich die religiösen Bräuche, die immer schon individuell durchgeführt wurden – wie etwa die Ehrerweisungen an den Schutzgeist der Familie – werden üblicherweise praktiziert.